# Randy Shilts
Randy Shilts, né le 8 août 1951 à Davenport et mort le 17 février 1994, est un journaliste et écrivain américain. Il a notamment travaillé pour le magazine The Advocate et le quotidien San Francisco Chronicle, ainsi que pour des chaînes de télévision de la baie de San Francisco.

## Jeunesse
Randy Shilts est né à Davenport, capitale du comté de Scott, dans l’Iowa. Il grandit à Aurora, deuxième plus grande ville de l'Illinois, avec cinq frères, dans une famille politiquement conservatrice de la classe ouvrière. Il étudia le journalisme à l'université de l'Oregon, où il travailla pour le journal étudiant Oregon Daily Emerald (en) et en devint un responsable primé. Âgé de vingt ans, il annonça publiquement son homosexualité et posa sa candidature pour un poste au conseil étudiant avec le slogan « Come out for Shilts  », ce qui signifie « prononcez-vous pour Shilts » tout en faisant un jeu de mots sur le coming out.

## Journalisme
Shilts sortit diplômé parmi les meilleurs de sa classe en 1975. Cependant, parce qu'il était ouvertement gay, il eut des difficultés à trouver un emploi à plein temps dans ce qu'il considérait comme l'environnement homophobe des journaux et des stations de télévision de cette époque. Après plusieurs années en tant que journaliste indépendant, il fut engagé en 1981 comme correspondant national du San Francisco Chronicle, le plus important journal de Californie du Nord. Il devint ainsi le premier reporter ouvertement gay dans les grands journaux américains.  Shilts se consacra notamment à couvrir l'histoire naissante du sida apparu cette même année, ainsi que ses implications médicales, sociales et politiques.

## Œuvres

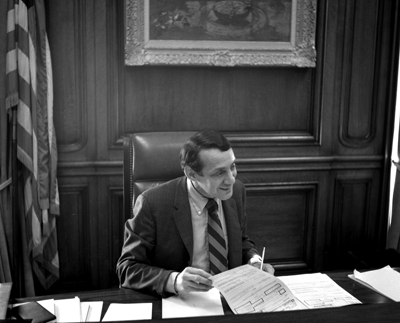
Le premier politicien ouvertement gay de San Francisco, Harvey Milk.

En plus de son travail de journaliste, Shilts écrivit trois livres à succès : 
- The Mayor of Castro Street (en), The Life and Times of Harvey Milk, traduit en français sous le titre Harvey Milk, sa vie, son époque[3], est une biographie du premier politicien ouvertement gay de San Francisco, Harvey Milk, qui fut assassiné par son collègue Dan White en 1978. Ce livre fit d'autant plus sensation qu'il fut écrit à une époque où « l'idée même de la biographie d'un homme politique gay était nouvelle[2] ». Il se ne laissa pas décourager par le manque d'enthousiasme pour sa proposition initiale d'une biographie de Harvey Milk, et retravailla le concept, comme il le déclara plus tard, après de plus amples réflexions :

« J'ai lu Hawaï de James A. Michener. Cela me donna le concept pour le livre, l'idée de prendre les gens et de les utiliser comme des véhicules, symboles pour différentes idées. Je prendrai l'approche life-and-times et dirai l'histoire entière du mouvement gay de cette façon, utilisant Harvey comme le principal véhicule. »

- And the Band Played On: politics, people, and the AIDS epidemic, publié en 1987, remporta le prix du livre Stonewall (décerné à des ouvrages LGBT) et assura à son auteur une renommée littéraire nationale. Cet ouvrage donne un compte-rendu détaillé des premiers temps de la diffusion du sida aux États-Unis d'Amérique. Traduit dans sept langues[5], il fut adapté à l'écran en 1993 par la chaîne américaine HBO (titre français : Les Soldats de l'espérance). Le film remporta vingt nominations et neuf récompenses, comprenant un Emmy Award en 1994[6].
- Conduct Unbecoming: Gays and Lesbians in the US Military: Vietnam to the Persian Gulf (en), son dernier livre, publié en 1993, examine les discriminations dont sont victimes les gays et lesbiennes dans l'armée. Shilts et ses assistants conduisirent plus d'un millier d'interviews pour les recherches du livre, dont le dernier chapitre fut dicté par Shilts depuis sa chambre d'hôpital[7].

## Critiques et éloges
Le style de Shilts est admiré pour sa puissance dynamique narrative, mêlant histoires personnelles avec de la politique et des enquêtes sociales. Shilts se voyait lui-même comme un journaliste littéraire dans la tradition de Truman Capote et Norman Mailer. 
Il fut applaudi pour montrer au public les problèmes liés aux droits civils des gays et à la crise du sida, mais il fut aussi durement critiqué (on lui cracha même dessus dans le quartier gay de San Francisco, Castro District) par certains membres de la communauté gay après avoir appelé à la fermeture des saunas gays de San Francisco pour diminuer la propagation du sida. Shilts maintint son sens de l'intégrité, même si un collègue journaliste de la baie de San Francisco le qualifia de « traitor to his own kind », considérant qu'il trahissait les autres gays. Dans une note incluse dans The life and times of Harvey Milk, Shilts donna son avis sur le devoir du journaliste de s'élever au-dessus de la critique :

« Je peux seulement répondre que j'ai essayé de dire la vérité et que, si [je n'ai été] objectif, alors au moins équitable; cela ne rend pas service à l'histoire lorsque les journalistes priment l'agitation et la bienséance par rapport au devoir du [vrai] journaliste qui est de dire l'histoire entière. »

Shilts s'attira aussi les reproches de certains membres de la communauté gay sur d'autres problèmes, comme son opposition à la pratique controversée consistant à révéler l'orientation sexuelle de personnalités ne l'ayant pas fait elles-mêmes. Néanmoins ses reportages tenaces faisaient l'objet d'éloges par d'autres dans les communautés homosexuelles comme hétérosexuelles, qui voyaient en lui « le chroniqueur prééminent de la vie gay et le porte-parole des problèmes gays ». Shilts reçut en 1988 le prix de l'Auteur Remarquable de l'American Society of Journalists and Authors (en), en 1990 la chaire Mather d'enseignement à l'université Harvard, et en 1993 un prix saluant l'ensemble de son œuvre (Lifetame Achievement Award) par l'association nationale des journalistes gays et lesbiens. En 1999, le département de journalisme de l'Université de New York classa les reportages de Shilts sur le sida pour San Francisco Chronicle entre 1981 et 1985 en 44e position sur une liste de 100 travaux de journalisme aux États-Unis au XXe siècle.
Dans son livre And the Band Played on, Shilts fit polémique en évoquant le cas d'un steward québécois, surnommé « patient zéro », terme que le livre a popularisé et qui a donné naissance au mythe que celui-ci (dont il dévoile le nom, Gaëtan Dugas) était le premier patient répertorié de l'épidémie mondiale du sida. Or, il a été démontré par la suite qu'il n'était qu'un des premiers cas de contamination aux États-Unis, en aucun cas l'origine de celle-ci. Les propos de Shilts ont été interprétés par des historiens comme une attaque directe à l'encontre de la communauté homosexuelle, en accréditant l'idée d'un lien entre la maladie et la soi-disant dépravation sexuelle des homosexuels.

## Maladie et mort
En mars 1987, Randy Shilts apprit qu'il était séropositif. Il avait refusé de connaître le résultat de son test avant d'avoir fini l'écriture de And the Band Played On, soucieux que ce résultat du test, quel qu'il soit, puisse avoir une influence sur son objectivité d'écrivain. Bien qu'il ait pris de l'AZT (le premier antiviral utilisé contre le VIH) pendant plusieurs années, il ne révèlera publiquement avoir le sida que peu avant sa mort[citation nécessaire]. En 1992, Shilts eut une pneumocystose, une des maladies opportunistes qui se déclenchent quand le taux de lymphocytes T CD4+ est trop bas, ce qui est le cas pour les patients atteints du sida. L'année suivante, il eut la maladie de Kaposi, qui est connue pour se développer particulièrement chez les individus co-infectés par le VIH et l'herpèsvirus humain type 8. Dans une interview avec le The New York Times au printemps 1993, Shilts déclara que :

« Le SIDA forge certainement le caractère. Cela m'a fait voir toutes les petites choses auxquelles on se cramponne, comme l'égo et la vanité. Bien sûr, j'aurais préféré avoir quelques cellules CD4+ de plus et un peu moins de caractère. »

Bien qu'il soit contraint de rester à domicile, et sous oxygène, il réussit à venir à la projection en salle à Los Angeles du film réalisé par HBO à partir de son livre, And the Band Played On, en août 1993. Il mourut à 42 ans dons son ranch de 40 000 m2 à Guerneville, dans le Comté de Sonoma en Californie. Son compagnon Barry Barbieri lui survécut. Le service funéraire eut lieu à l'église méthodiste Glide Memorial Church (en), à San Francisco, et l'enterrement au Redwood Memorial Gardens de Guerneville.

## Héritage

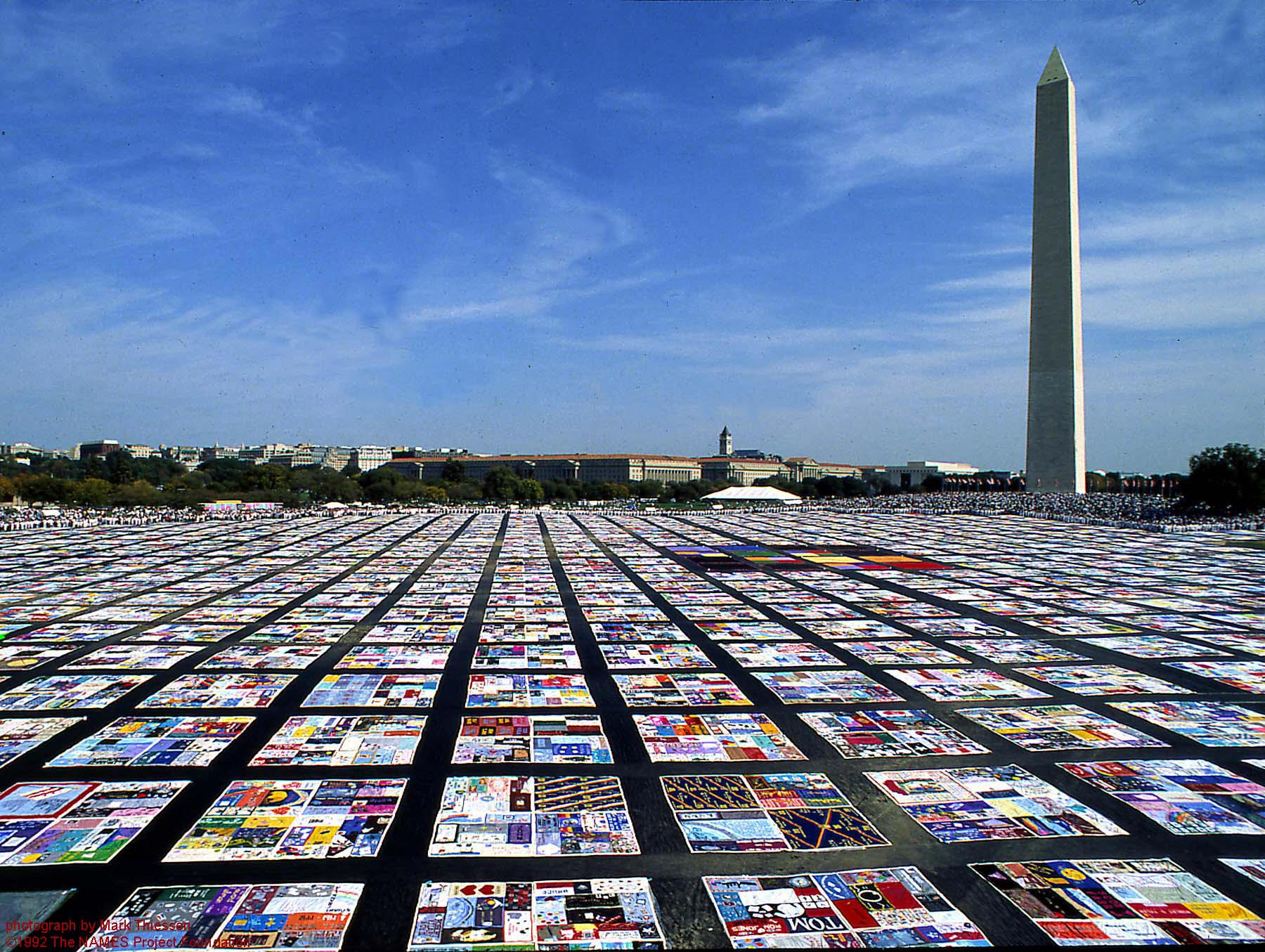
Mémorial du Projet NAMES pour commémorer ceux qui sont morts du SIDA.

Shilts légua 170 cartons d'articles, notes, et de recherches à la section historique locale de la Bibliothèque publique de San Francisco. Au moment de sa mort, il avait en projet un quatrième livre examinant l'homosexualité dans l'Église catholique romaine. Ainsi que le déclara un collègue journaliste, en dépit de sa mort jeune, dans ses livres Shilts « réécrit l'histoire [ainsi] il sauva un segment de l'histoire de l'extinction ». Sur And the Band Played On, l'historien Garry Wills, professeur émérite de l'Université Northwestern, écrivit « ce livre sera à la libération gay ce que Betty Friedan fut aux débuts du féminisme et Printemps silencieux de Rachel Carson fut à l'écologisme ». Cleve Jones, qui fut interne au bureau d'Harvey Milk à San Francisco et fonda le Projet NAMES, décrivit Shilts comme « un héros » et ses livres comme « sans aucun doute les plus importants travaux de littérature touchant les gays ». Après sa mort, un ami et assistant de longue date expliqua ce qui poussait Shilts : « il choisit d'écrire sur les problèmes des gays pour l'américain moyen précisément parce qu'il voulait que d'autres gens sachent ce que c'était que d'être gay. S'ils ne le savaient pas, comment est-ce que les choses pourraient changer ? ». En 1998, Shilts fut commémoré dans le Hall of Achievement de l'école de journalisme de l'université de l'Oregon, honorant son refus d'être « enfermé dans les limites de ce que la société lui offrait. Comme homosexuel déclaré, il laissa une trace dans le journalisme qui n'était pas simplement révolutionnaire mais eut une influence internationale pour changer la façon dont les médias couvraient le SIDA ». Un reporter du San Francisco Chronicle résuma les accomplissements de son collègue « effronté et qui a du cran » :

« Peut-être parce que Shilts reste controversé parmi quelques gays, il n'y a pas de monument pour lui. Ni de rue à son nom, comme il y en a pour d'autres écrivains de San Francisco tels Jack Kerouac et Dashiell Hammett... Le seul monument de Shilts est son œuvre. Il reste le chroniqueur le plus prescient de l'histoire américaine gay du XXe siècle. »

En 2006, le réalisateur Carrie Lozano produisit un documentaire biographique d'une demi-heure sur Shilts, Reporter Zero, qui contient des entretiens avec des amis et collègues.